# نينتندو دي أس لايت
نينتندو دي أس لايت (بالإنجليزية: Nintendo DS Lite)‏، (باليابانية: ニンテンドーDS Lite) ويختصر بـ DSLite. هو جهاز محمول لألعاب فيديو ثنائية الأبعاد، طور وصنع من قبل شركة نينتيندو دي أس. حيث أعلن عنه في 26 يناير من سنة 2006. وقد أصدر في كل من أستراليا وأمريكا الشمالية وأوروبا ونيوزيلاندا وسنغافورة، وأيضا في بعض المناطق في أمريكا الجنوبية والشرق الأوسط وشرق آسيا. وابتداءا من 31 مارس 2014، تم إصدار اللعبة على ما يزيد عن 93.86 مليون نسخة حولة العالم.

## معرض صور

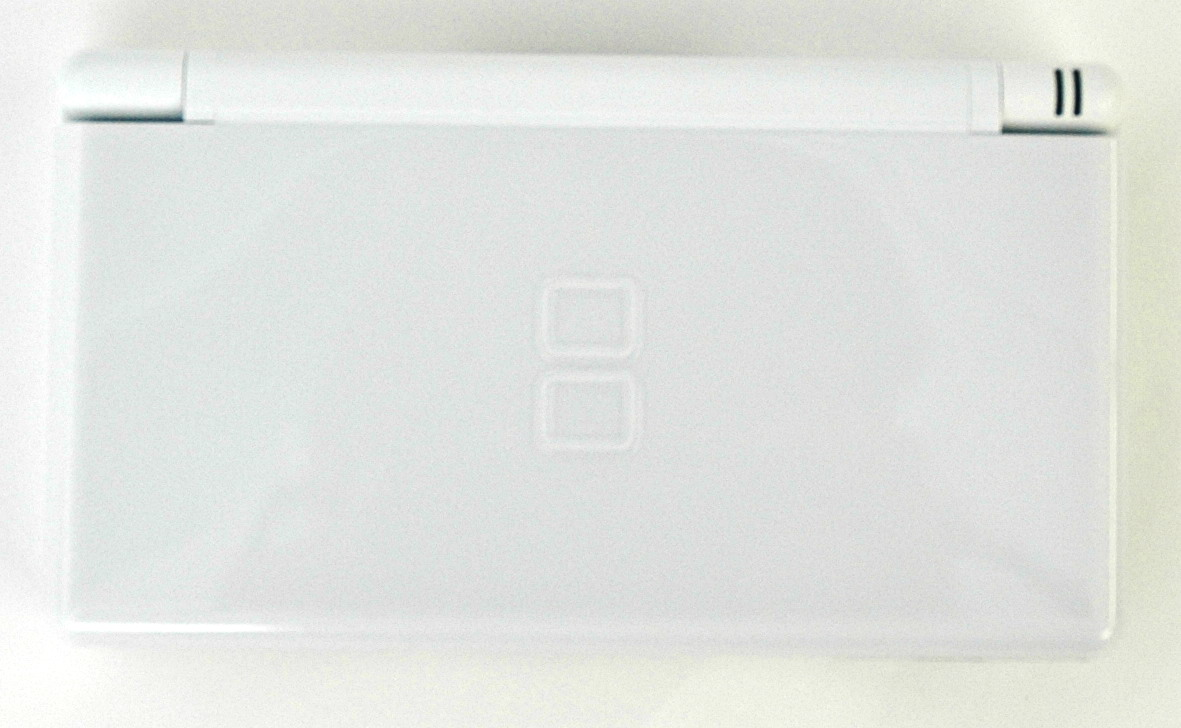
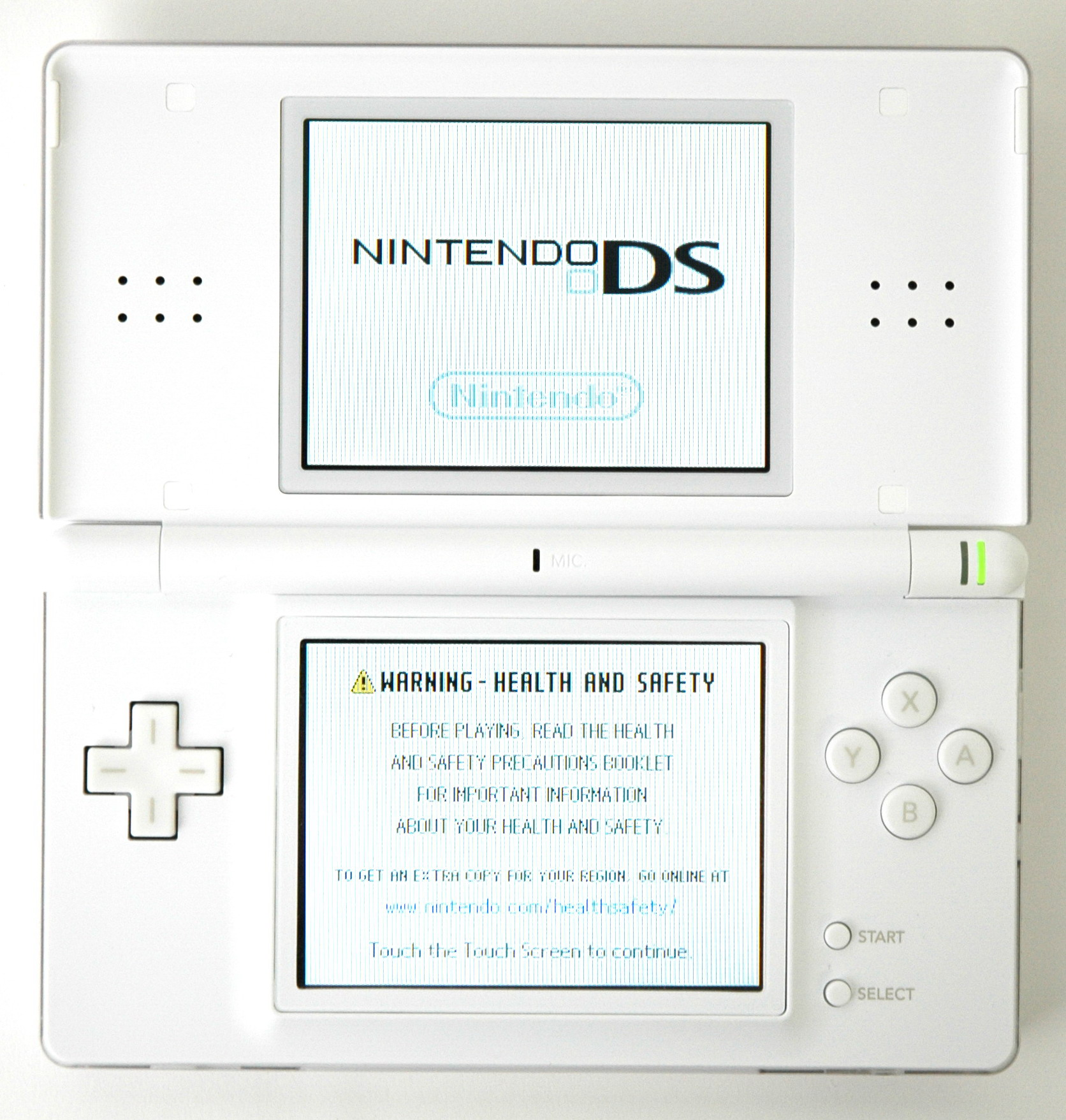
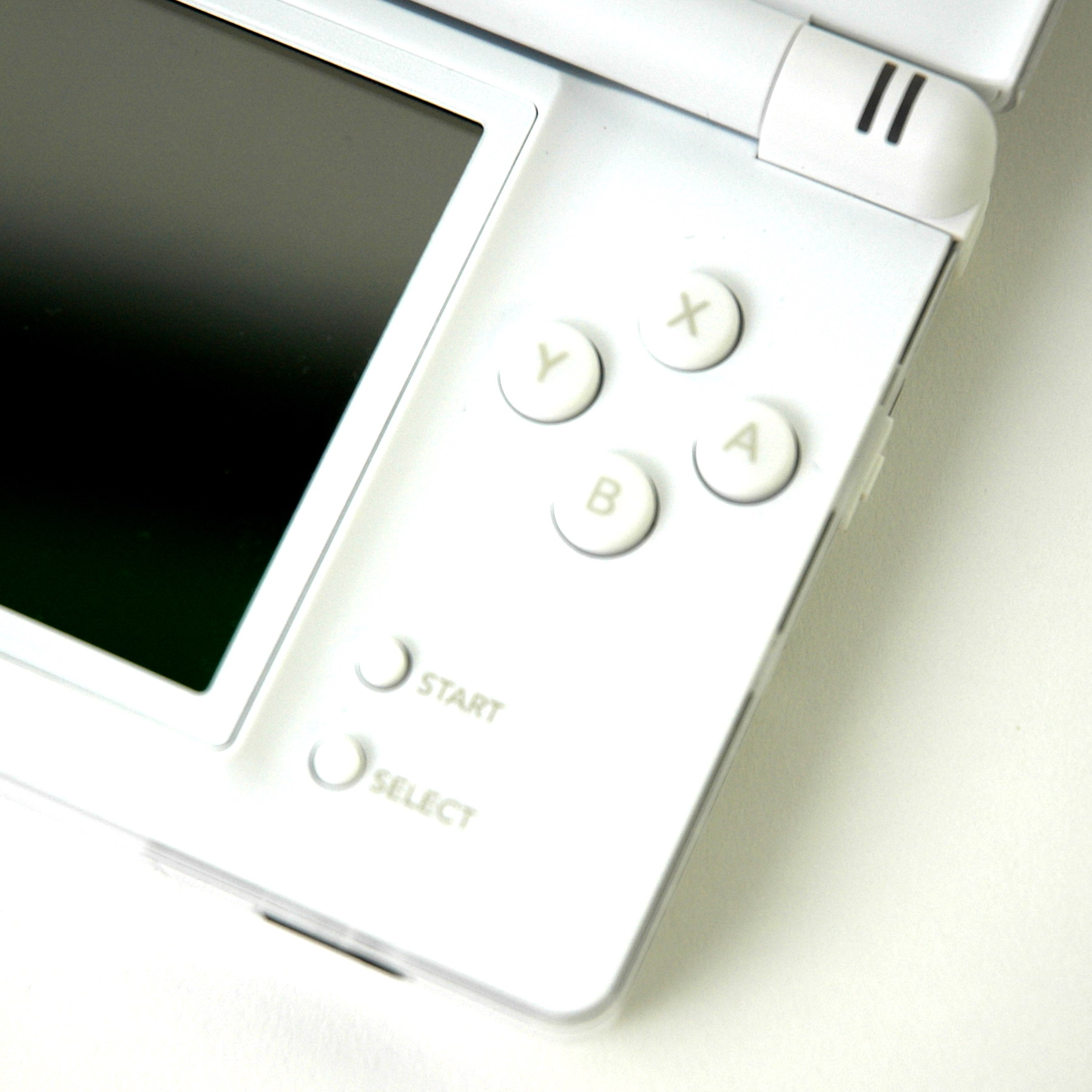
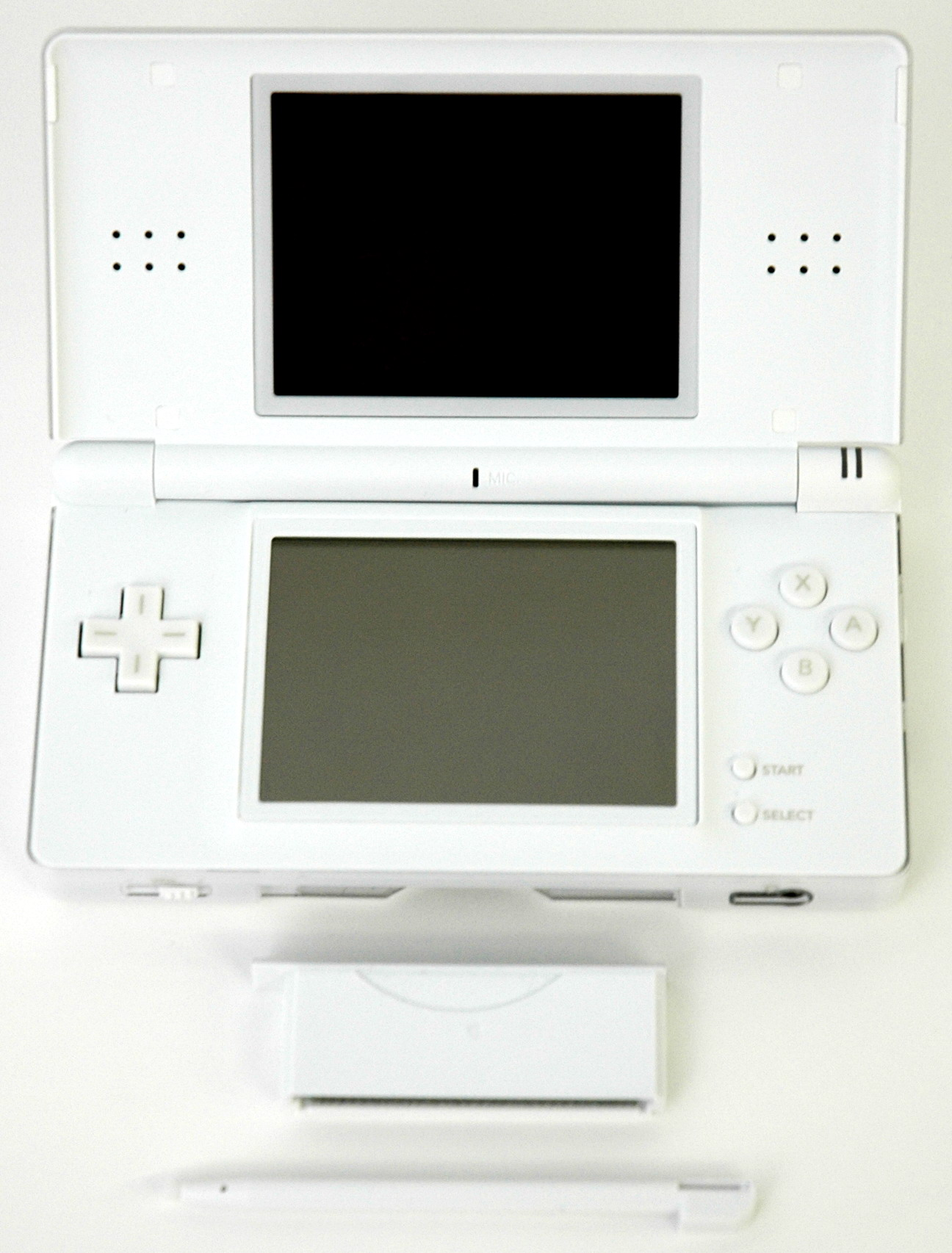
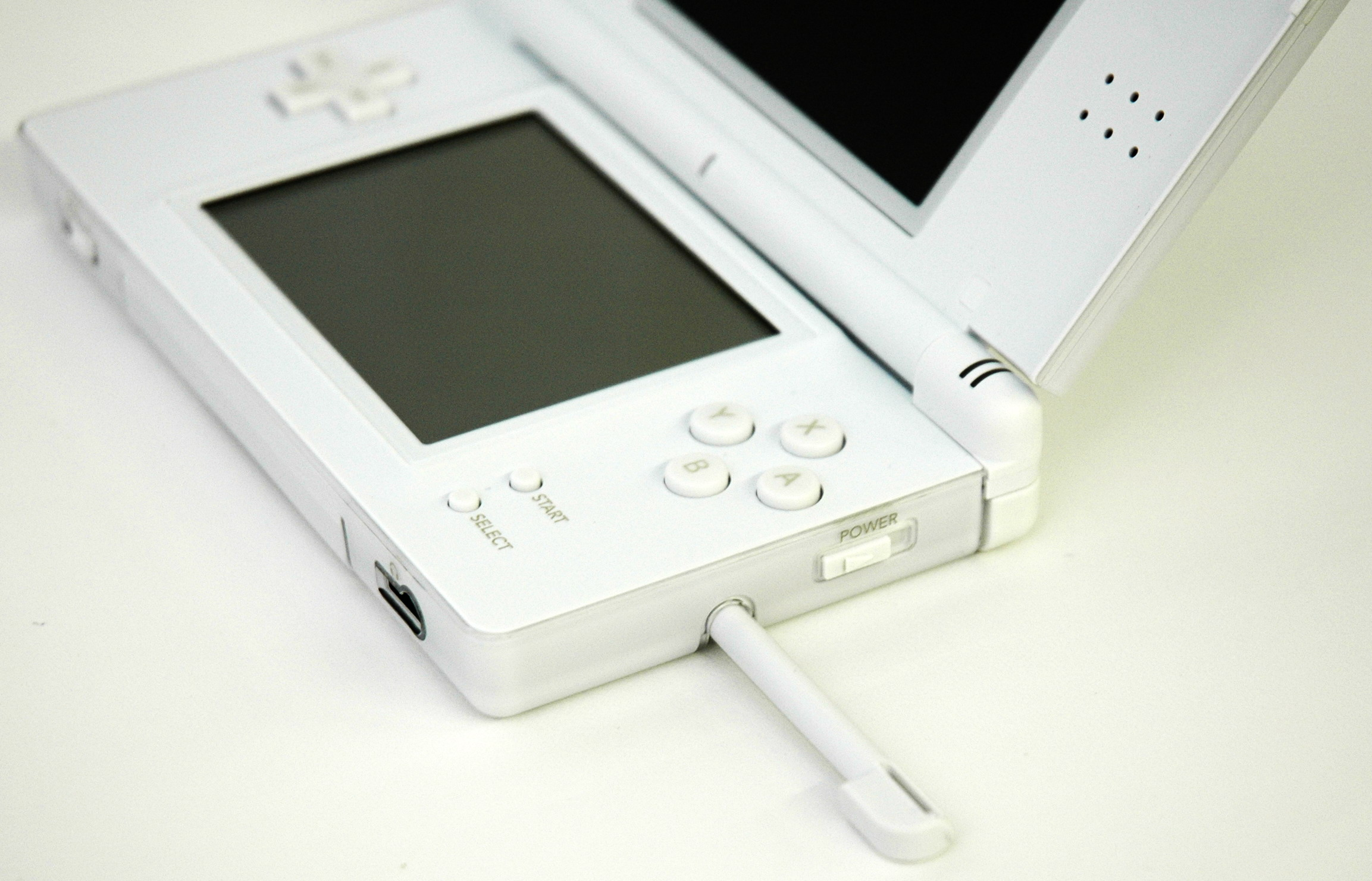
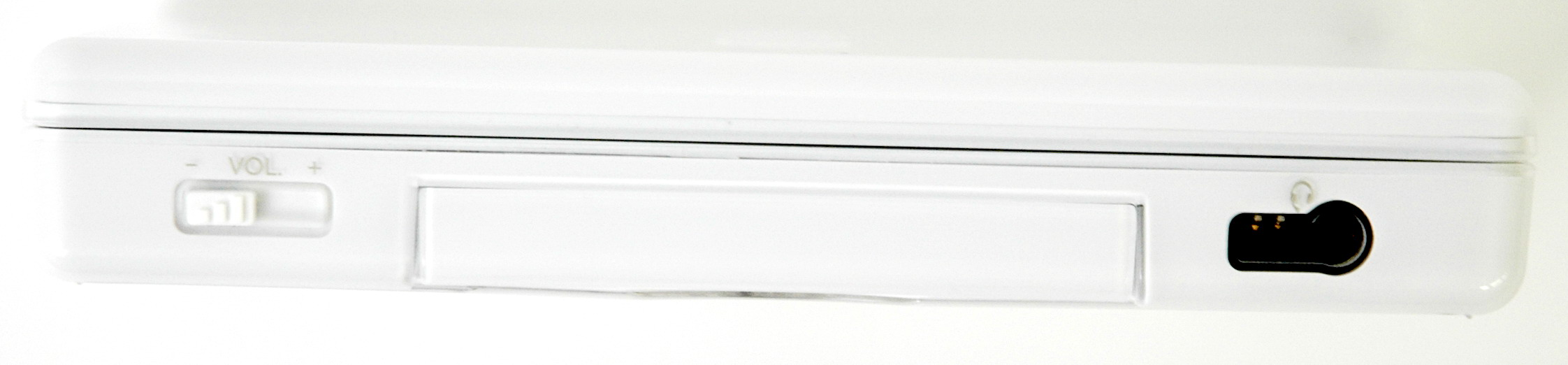